# Rock in Rio III
Rock in Rio III foi a terceira edição do Rock in Rio, realizada entre 12 e 21 de janeiro de 2001 na antiga Cidade do Rock, localizada em Jacarepaguá, Zona Oeste do Rio de Janeiro. O evento trouxe 142 artistas em 3 palcos diferentes, com os principais no Palco Mundo, variados músicos brasileiros na Tenda Brasil e world music na Tenda Raízes. O público total foi de 1.235.000 pessoas, que consumiram 600 mil litros de cerveja e 630 mil sanduíches, e vários dias esgotando a lotação de 250 mil espectadores.
Quando O Rappa reclamou do horário de seu show, que quebrava a estipulação de um show noturno ao designá-los para as 6:30 PM enquanto os menos conhecidos no Brasil Deftones mantinham-se à noite, acabaram expulsos, levando a cinco outros grupos brasileiros, Jota Quest, Raimundos, Charlie Brown Jr., Skank e Cidade Negra, a se retirarem do festival em protesto. Uma consequência dessa debandada foi a promoção para o palco principal do grupo O Surto, que à época só tinha um álbum lançado por uma grande gravadora.
Um concurso de grupos independentes, "Escalada do Rock", escolheu oito bandas para tocar no festival. A vencedora foi a mineira Diesel, que abriria o Palco Mundo no último dia do festival, enquanto as outras ganharam apresentações na Tenda Brasil.
Uma aparição notável foi da banda Guns N' Roses, que fazia sua primeira grande apresentação desde 1993. Do grupo que tinha vindo no Rock in Rio II dez anos antes, apenas o cantor Axl Rose e o tecladista Dizzy Reed eram remanescentes. O show também teve o guitarrista Robin Finck homenageando o Brasil ao cantar "Sossego", de Tim Maia. No mesmo dia do Guns N' Roses, a apresentação de Carlinhos Brown atraiu a antipatia da plateia, que o atacou com garrafas de água.
O baixista Nick Oliveri, do Queens of the Stone Age, tocou nu durante a maior parte da apresentação, sendo preso por atentado ao pudor após o show e solto em seguida.
A apresentação do Iron Maiden foi lançada como o disco ao vivo Rock in Rio (2002), com os lucros destinados a um fundo para financiar o tratamento de esclerose múltipla do ex-baterista da banda Clive Burr. Também foi lançado um registro do show de Cássia Eller, que morreria ao final daquele ano, em Rock in Rio: Cássia Eller ao Vivo (2006), e outro com o concerto conjunto dos grupos Ira! e Ultraje a Rigor em 2011.

## Atrações
| Palco Mundo | Tenda Brasil | Tenda Raízes |
| Sexta-feira, 12 de janeiro                                                                                       | Sexta-feira, 12 de janeiro | Sexta-feira, 12 de janeiro |
| --- | --- | --- |
| - Sting - Daniela Mercury - James Taylor - Milton Nascimento - Gilberto Gil - Orquestra Sinfônica Brasileira     | - Habagaceira (Escalada do Rock) - Os Anjos - Patricia Coelho - Sandra de Sá - Luiz Melodia - Jair Rodrigues - Arnaldo Antunes                                    | - Henri Dikongué (Camarões) - Anima (Brasil) - Vartina (Finlândia) - Regis Gizavo (Madagascar) - Tyours Gnawas (Marrocos) - Thierry Robin (França)                  |
| Sábado, 13 de janeiro                                                                                            | | |
| - R.E.M. - Foo Fighters - Beck - Barão Vermelho - Fernanda Abreu - Cássia Eller                                  | - Insight (Escalada do Rock) - Expresso 22 - Mestre Ambrósio - Cidadão Quem - Marcio Montarroyos - Penelope - Sá, Rodrix e Guarabyra - Nando Reis                 | - Regis Gizavo (Madagascar) - Henri Dikongué (Camarões) - Thierry Robin (França) - Tyours Gnawas (Marrocos) - Campanyia Electrica Dharma - Vartina (Finlândia)      |
| Domingo, 14 de janeiro                                                                                           | | |
| - Guns N' Roses - Oasis - Papa Roach - Ira! & Ultraje a Rigor - Carlinhos Brown - Pato Fu                        | - O Brau (Escalada do Rock) - Silvinho Blau-Blau & Os Pelúcias - Virgulóides - Mary's Band - Afro Reggae - Los Hermanos - Nação Zumbi - The Silva's               | - Mawaca (Brasil) - René Lacaille (Ille de la Reunion) - Companya Electrica Dharma - Trio Chemirani (Irã) - Kau (Brasil) - Ray Lema Group (Zaire)                   |
| Quinta-feira, 18 de janeiro                                                                                      | | |
| - 'N Sync - Britney Spears - 5ive - Sandy & Junior - Aaron Carter - Moraes Moreira                               | - Expresso 4 Oito (Escalada do Rock) - Kacau Gomes - SNZ - LS Jack - Luciana Mello - Funk'n'Lata - Vinny - Pedro Camargo Mariano                                  | - Teófilo Chantre (Cabo Verde) - Trio Chemirani (Irã) - Ray Lema Group (Zaire) - René Lacaille (Ille de la Reunion) - Targino (Brasil) - Pascual Gallo (Andaluzia)  |
| Sexta-feira, 19 de janeiro                                                                                       | | |
| - Iron Maiden - Rob Halford - Sepultura - Queens of the Stone Age - Pavilhão 9 - Sheik Tosado                    | - Tafari Roots (Escalada do Rock) - Relespública - Negril - Pepeu & Armandinho - Rumbora - Tom Zé - Branco Mello                                                  | - Pascual Gallo (Andaluzia) - Dedé Saint Prix (Martinica) - Dervish (Irlanda) - Touré-Touré (Mali/Senegal) - Teófilo Chantre (Cabo Verde) - Amadou et Miriam (Mali) |
| Sábado, 20 de janeiro                                                                                            | | |
| - Neil Young - Sheryl Crow - Dave Matthews Band - Kid Abelha - Elba Ramalho & Zé Ramalho - Engenheiros do Hawaii | - Sem Destino (Escalada do Rock) - Cabeça de Nego - Nocaute - Toni Platão - Wilson Simoninha - Paulinho Moska - Max de Castro - Torcuato Mariano & Rock Soul Band | - Dedé Saint Prix (Martinica) - Uakti (Brasil) - Sintesis (Cuba) - Cheb Aissa (Algéria) - Touré-Touré (Mali/Senegal) - Dervish (Irlanda)                            |
| Domingo, 21 de janeiro                                                                                           | | |
| - Red Hot Chili Peppers - Silverchair - Capital Inicial - Deftones - O Surto - Diesel                            | - Cajamanga (Escalada do Rock) - Autoramas - Wilson Sideral - Plebe Rude - Tribo de Jah - Biquíni Cavadão - Tianastácia - Tihuana                                 | - Carlos Malta & Pife Muderno (Brasil) - Cheb Aissa (Algéria) - Amadou et Mariam (Mali) - Kau (Brasil) - Uakti (Brasil) - Sintesis (Cuba)                           |